# Пілець
Пілець (пол. Pilec) — село в Польщі, у гміні Решель Кентшинського повіту Вармінсько-Мазурського воєводства.
Населення — 258 осіб (2011).

## Демографія
Демографічна структура станом на 31 березня 2011 року:
|          | Загалом | Допрацездатний вік | Працездатний вік | Постпрацездатний вік |
| -------- | ------- | ------------------ | ---------------- | -------------------- |
| Чоловіки | 119     | 18                 | 87               | 14                   |
| Жінки    | 139     | 32                 | 77               | 30                   |
| Разом    | 258     | 50                 | 164              | 44                   |